# Blacus mamillanus
Blacus mamillanus är en stekelart som beskrevs av Johannes Friedrich Ruthe 1861. Blacus mamillanus ingår i släktet Blacus och familjen bracksteklar. Arten är reproducerande i Sverige. Inga underarter finns listade.